# Jon Barrenetxea
Jon Barrenetxea Golzarri (Gámiz-Fica, Vizcaya, País Vasco, 20 de abril de 2000) es un ciclista español, miembro del equipo Movistar Team.

## Biografía

### Inicios y carrera amateur
Jon Barrenetxea participó en sus primeras carreras ciclistas a los ocho años. Empezó en la escuela de ciclismo de la Sociedad Ciclista Valentín Uriona de Mungia, a donde iba su hermano mayor Mikel.
En las categorías juveniles destaca por ser uno de los mejores ciclistas vascos. Entre los cadetes, ganó trece veces, especialmente en reconocidos torneos regionales. Ya en categoría júnior, se ratifica con la obtención de veinte victorias, entre las que destaca el título de campeón de España júnior en 2018. El mismo año, es seleccionado en el equipo nacional para competir en los campeonatos de Europa, donde ocupa el puesto 43.º, y los campeonatos del mundo, que terminó en el puesto 36.º.
Comenzó su carrera amateur en 2019 en el equipo Baqué-Ideus-BH, mientras cursaba estudios en economía. En julio ganó el Antzuola Saria, reservado para corredores menores de 23 años. Por otro lado, pasó el final de la temporada en blanco, debido a una operación de apendicitis.
En 2020 se distinguió en la categoría amateur al obtener numerosas victorias (Zumaiako Saria, Goierriko Itzulia, Campeonato de Navarra, San Gregorio Saria). Sus actuaciones le permitieron ganar el Torneo Euskaldun, ranking que agrupa varias pruebas disputadas para corredores menores de 26 años en el País Vasco y Navarra. El 11 de octubre concluyó su temporada con una nota alta al ganar el Memorial Valenciaga, prueba de la Copa de España amateur de ciclismo en un recorrido empinado.

### Carrera profesional
Se convierte en profesional a partir de 2021 en Caja Rural-Seguros RGA, a pesar de las propuestas de los equipos Movistar y Euskaltel-Euskadi.

## Palmarés
2024
- Circuito de Guecho

2025
- 1 etapa de la Vuelta a Andalucía

## Resultados

### Grandes Vueltas
| Carrera | Carrera         | 2021 | 2022 | 2023 | 2024 | 2025 |
| ------- | --------------- | ---- | ---- | ---- | ---- | ---- |
|         | Giro de Italia  | —    | —    | —    | —    | 92.º |
|         | Tour de Francia | —    | —    | —    | —    | —    |
|         | Vuelta a España | —    | —    | 74.º | —    | —    |

—: no participa

Ab.: abandono

### Vueltas menores
| Carrera | Carrera              | 2021 | 2022 | 2023 | 2024 | 2025 |
| ------- | -------------------- | ---- | ---- | ---- | ---- | ---- |
|         | Tour Down Under      | X    | X    | —    | 32.º | —    |
|         | París-Niza           | —    | —    | —    | 42.º | —    |
|         | Vuelta al País Vasco | 87.º | —    | 99.º | 67.º | 94.º |

—: no participa

Ab.: abandono

### Clásicas y Campeonatos
| Carrera                 | Carrera                 | 2021 | 2022 | 2023 | 2024 | 2025 |
| ----------------------- | ----------------------- | ---- | ---- | ---- | ---- | ---- |
| Omloop Het Nieuwsblad   | Omloop Het Nieuwsblad   | —    | —    | —    | —    | 82.º |
|                         | Milán-San Remo          | —    | —    | —    | 42.º | 20.º |
| E3 Saxo Classic         | E3 Saxo Classic         | —    | —    | —    | —    | 59.º |
| Gante-Wevelgem          | Gante-Wevelgem          | —    | —    | —    | —    | Ab.  |
| Amstel Gold Race        | Amstel Gold Race        | —    | —    | —    | Ab.  | —    |
| Clásica San Sebastián   | Clásica San Sebastián   | Ab.  | Ab.  | —    | —    |      |
| Cyclassics Hamburg      | Cyclassics Hamburg      | X    | —    | —    | 29.º |      |
| Gran Premio de Quebec   | Gran Premio de Quebec   | X    | —    | —    | 23.º |      |
| Gran Premio de Montreal | Gran Premio de Montreal | X    | —    | —    | 56.º |      |
| Europeo en Ruta         | Europeo en Ruta         | —    | —    | 51.º | —    |      |
| España en Ruta          | España en Ruta          | 36.º | Ab.  | 8.º  | Ab.  | 39.º |
| España Contrarreloj     | España Contrarreloj     | —    | 14.º | 18.º | —    | —    |

—: no participa

Ab.: abandono

## Equipos
- Caja Rural-Seguros RGA (2021-2023)
- Movistar Team (2024-)